# Guillermo Stábile
Guillermo Stábile (przydomek El Filtrador, ur. 17 stycznia 1906 w Buenos Aires, zm. 26 grudnia 1966) – argentyński piłkarz, który występował na pozycji środkowego napastnika.
Zawodowym piłkarzem został w 1920 roku, kiedy to został zawodnikiem klubu CA Huracán. Po dziesięciu latach gry w lidze argentyńskiej, wyjechał do Włoch. Przez pięć lat grał dla klubu Genoa CFC, gdzie rozegrał 41 meczów i zdobył 13 goli. W 1935 roku został zawodnikiem klubu z Neapolu – SSC Napoli. Była to jednak krótkotrwała przygoda. Przez rok wystąpił tam 20 razy i strzelił 3 bramki, po czym wyjechał do Francji i został piłkarzem klubu Red Star 93, gdzie w 1939 roku zakończył karierę.
W reprezentacji Argentyny rozegrał 4 mecze na pierwszych mistrzostwach światach w piłce nożnej. Zdobywał gole w każdym spotkaniu – także w finale, co było ewenementem aż do roku 1970, kiedy taki sam rezultat osiągnął brazylijski napastnik Jairzhinho. Z ośmioma bramkami na koncie został królem strzelców tego Mundialu.
Stábile był również trenerem. Prowadził drużynę Genoa CFC w sezonie 1931/1932 wspólnie z Luigim Burlando. Od 1936 roku prowadził Red Star 93. Po trzech latach pracy w Paryżu wrócił do Argentyny i od 1939 roku na następnie 21 lat został trenerem reprezentacji tego kraju. Z narodową drużyną Argentyny zdobył 6-krotnie Copa América. W międzyczasie prowadził również kluby CA Huracán i Racing Club de Avellaneda.
Później został komentatorem radiowym i wykładowcą wychowania fizycznego w Buenos Aires.

## Sukcesy
- Król strzelców w Mistrzostwach świata 1930
- Pierwszy autor hat-tricku w historii Mistrzostw Świata
- Zdobył srebrny medal z reprezentacją Argentyny w Mistrzostwach świata 1930.